# Touchořiny
Touchořiny jsou vesnice, část obce Lovečkovice v okrese Litoměřice. Nachází se asi dva kilometry západně od Lovečkovic. Katastrem obce u osady Klínky procházela zrušená železniční trať Velké Březno – Verneřice – Úštěk. Na začátku osady Klínky u bývalého železničního přejezdu se nacházela zastávka na této trati pod názvem Touchořiny, dnes jen nepatrné zbytky po zrušené železnici: můstek, kilometrovník, zbytky kolejí. Touchořiny jsou je také název katastrálního území o rozloze 2,87 km².

## Historie

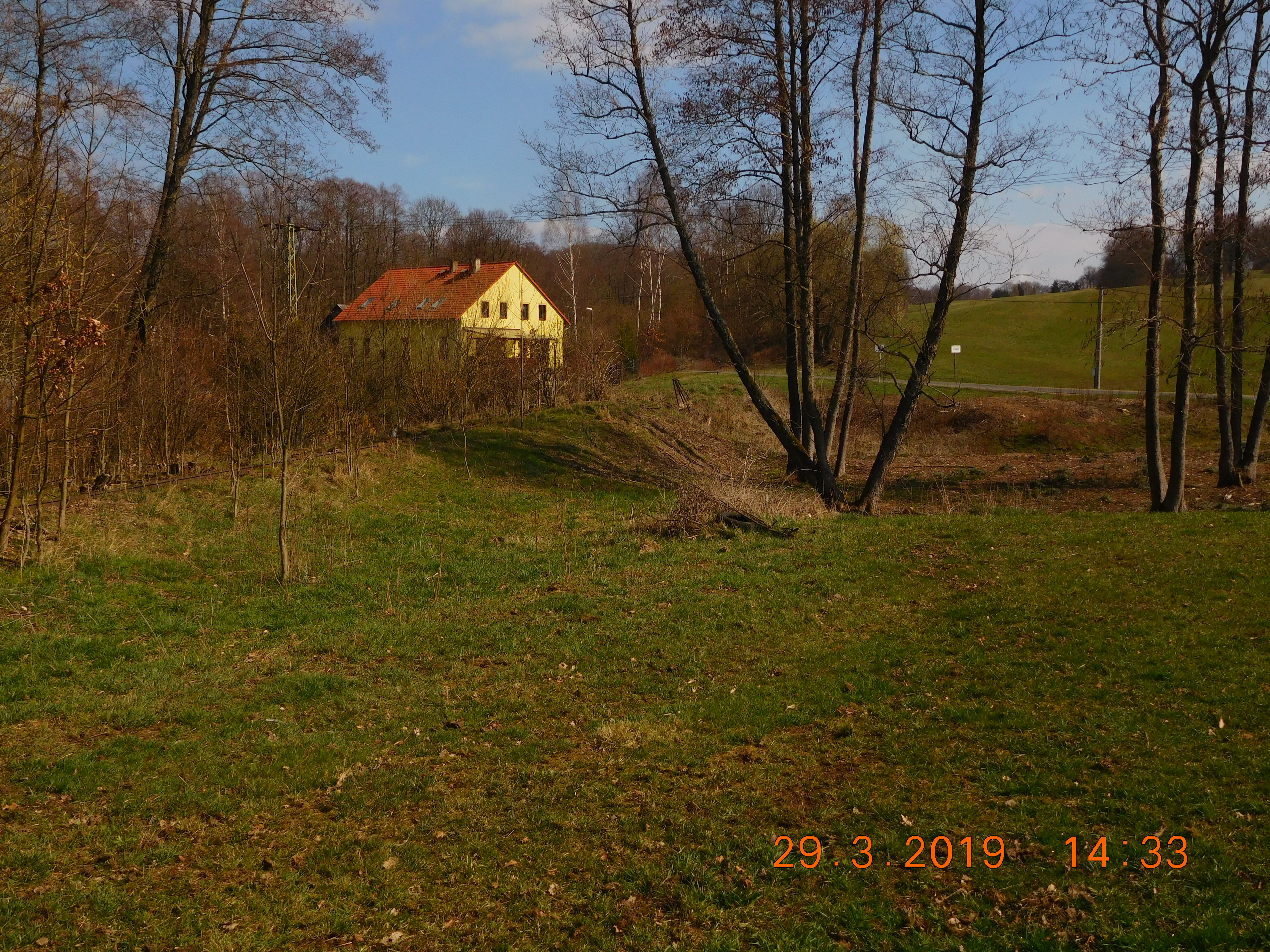
Zrušená železniční zastávka Touchořiny

První písemná zmínka pochází z roku 1391. Ve vsi se nacházel Kostel svatého Prokopa z roku 1788, zbořený v roce 1980 spolu s dalšími kostely v okolí Verneřic, tzv. Verneřický případ. Východně od obce zůstal jen hřbitov, který se nyní jmenuje Hřbitov Lovečkovice. Po této vsi je také pojmenována Římskokatolická farnost Touchořiny, což dokládá tehdejší váhu tohoto sídla, správně ale nyní spadají Touchořiny pod obec Lovečkovice.

## Obyvatelstvo

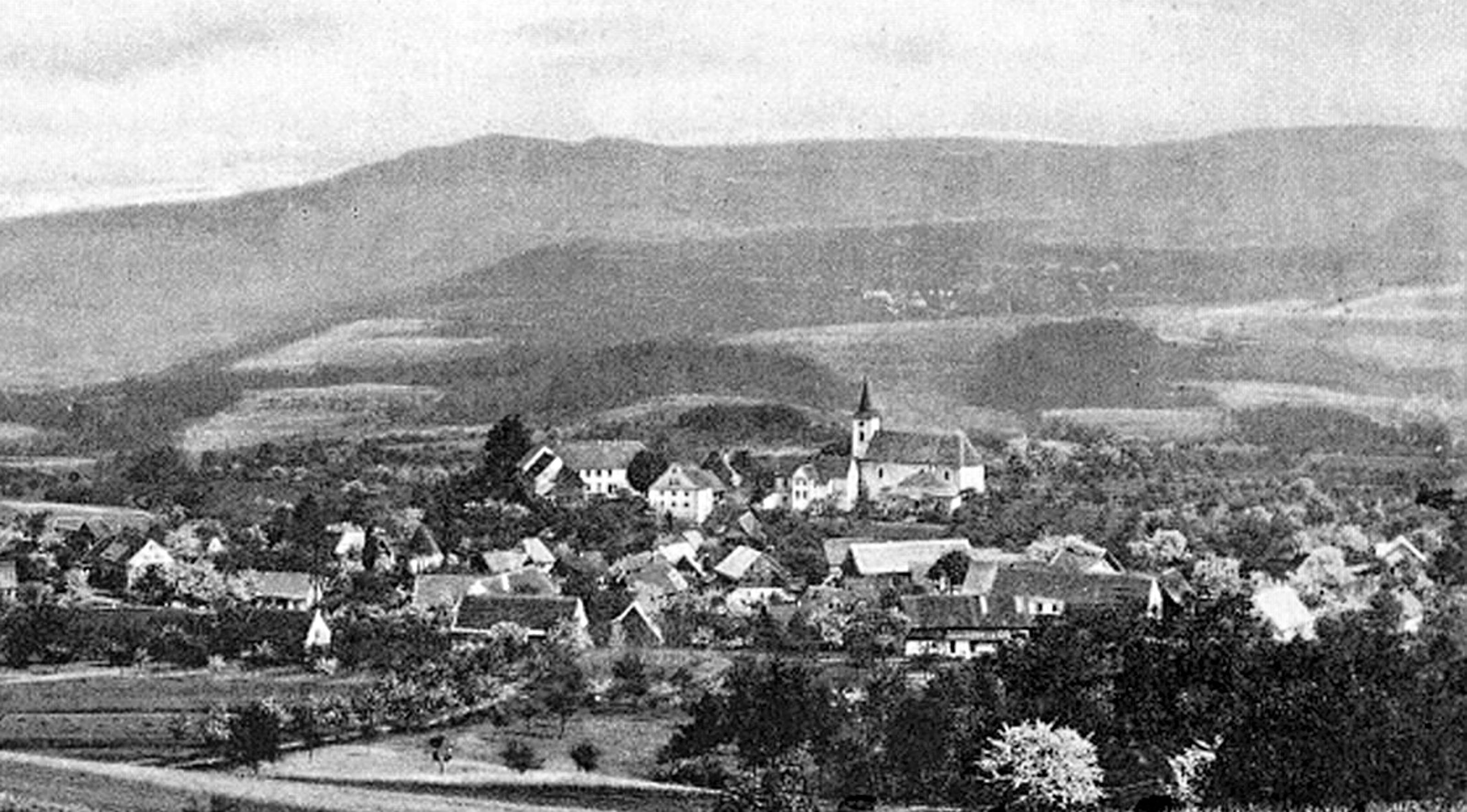
Touchořiny v roce 1924

Při sčítání lidu v roce 1921 zde žilo 238 obyvatel (z toho 111 mužů) německé národnosti. Kromě jednoho evangelíka a jednoho člověka bez vyznání byli římskými katolíky. Podle sčítání lidu z roku 1930 měla vesnice 239 obyvatel: jednoho Čechoslováka a 238 Němců. S výjimkou tří evangelíků a čtyř lidí bez vyznání se hlásili k římskokatolické církvi.
K Touchořinám patří také osada Klínky, kde v roce 1921 zde žilo 41 obyvatel (z toho devatenáct mužů), z nichž byl jeden Čechoslovák a čtyřicet Němců. Většina se hlásila k římskokatolické církvi, ale jeden člověk byl evangelík a jeden byl bez vyznání. Podle sčítání lidu z roku 1930 měla osada 38 obyvatel německé národnosti: jednoho evangelíka a 37 katolíků.
| | 1869 | 1880 | 1890 | 1900 | 1910 | 1921 | 1930 | 1950 | 1961 | 1970 | 1980 | 1991 | 2001 | 2011 |
| --- | ---- | ---- | ---- | ---- | ---- | ---- | ---- | ---- | ---- | ---- | ---- | ---- | ---- | ---- |
| Obyvatelé | 443  | 413  | 433  | 419  | 447  | 446  | 453  | 176  | 162  | 141  | 91   | 68   | 72   | 69   |
| Domy | 85   | 91   | 92   | 89   | 93   | 93   | 99   | 58   | 49   | 29   | 25   | 23   | 29   | 27   |
| Tabulka zahrnuje údaje osad Hlupice, Klínky, Nová Ves a Přední Nezly. Počet domů z roku 1961 zahrnuje domy místní části Dolní Šebířov. |      |      |      |      |      |      |      |      |      |      |      |      |      |      |